# Ashore the Celestial Burden
Ashore, the Celestial Burden – debiutancki studyjny album zespołu Dark Millennium. Album utrzymany jest w stylu klasycznie deathmetalowym. Wokalista operuje raczej krzykiem niż growlingiem- charakterystyczne dla pierwotnej formy death metalu (np. zespół Death).

## Lista utworów
1. Below the holy fatherlands - 5:46
2. Spiritual - 3:39
3. Black Litarature - 6:19
4. Inside the sunburnt thoughts of Frost - 5:44
5. Father Legatus - Of Symbols, Nature and Birth - 6:03
6. Beyond the dragon's eye - 7:23
7. Wizardry Assemblage - 6:15
8. Medinas spell (Valley of Seventh Mystique) - 3:46
9. Disillusion - 1:43
10. The atmosphere - 7:33

## Twórcy
- Christian Mertens - wokal
- Hilton Theissen – gitara
- Michael Burmann - gitara
- Jörg Dinstuhler - gitara basowa
- Christoph Hesse – perkusja